# Nino Raspudić
Nino Raspudić (Mostar, 3. studenoga 1975.) hrvatski je filozof, književnik, književni kritičar, prevoditelj, publicist, političar i politički analitičar iz Bosne i Hercegovine. Docent je na Filozofskom fakultetu u Zagrebu i Mostaru. Piše za zagrebački Večernji list i banjolučke Nezavisne novine, a jedan je od urednika emisije Reflex na sarajevskoj OBN televiziji. Izabran u Sabor na listi Mosta, bio je jedan od njegovih najistaknutijih zastupnika, a kratko vrijeme tijekom 2024. godine bio je i njegov član.

## Životopis
Nino Raspudić rodio se u Mostaru 1975. godine. Osnovnu školu završio je u Mostaru, a maturirao je u Trevisu u Italiji. U Zagrebu je na Filozofskom fakultetu Sveučilišta u Zagrebu 1999. godine diplomirao filozofiju i talijanski jezik i književnost, 2004. godine magistrirao je s radnjom "Slaba misao" i postmodernistička poetika u suvremenoj talijanskoj prozi, a doktorirao je 2008. godine s radnjom Prekojadranski (polu)orijentalizam: Dominantni modeli konstruiranja slike Hrvata u talijanskoj književnosti od prosvjetiteljstva do danas. Docent je na katedri za talijansku književnost na Filozofskom fakultetu u Zagrebu. Objavljuje književnu kritiku i esejistiku i prevodi s talijanskoga jezika književnost i teoriju. Aktivan je u medijima kao intelektualac, piše kolumne, gostuje na TV-u i radiju te kritički komentira aktualna društvena i politička pitanja (pr. u HRT-ovoj emisiji Peti dan).
Dana 24. svibnja 2020. godine prigodom gostovanja u emisiji Nedjeljom u 2 objavio je svoj ulazak u politiku.
Dana 5. srpnja 2020. održani su izbori za zastupnike u Hrvatskom saboru te je izabran za zastupnika na listi Mosta kao nezavisni kandidat na listi u 2. izbornoj jedinici. Osvojio je 8045 glasova, a lista je osvojila ukupno 13 395 glasova.
U travnju 2024. napustio je Most sa svojom suprugom Marijom Selak Raspudić.

## Djela

### Autorske knjige
- Slaba misao – jaki pisci: postmoderna i talijanska književnost, Naklada Jurčić-Udruga građana "Dijalog", Zagreb-Mostar, 2006.
- Jadranski (polu)orijentalizam: prikazi Hrvata u talijanskoj književnosti, Naklada Jurčić, Zagreb, 2010.
- 144 plus jedan kratki espresso, Večernji edicija, Zagreb, 2014.
- Čitat ćemo se još: 95 + 1 kratki espresso, Večernji edicija, Zagreb, 2016.
- Kratki espresso: 2016. – 2017., Pergamena – Trgol, Zagreb, 2019.
- Kratki espresso: 2018. – 2019., Pergamena – Trgol, Zagreb, 2019.

### Prijevodi
- Niccolo Ammaniti: Blato, AGM, Zagreb, 2005.
- Umberto Eco: Otprilike isto: iskustva prevođenja, Algoritam, Zagreb, 2006.
- Gianni Vattimo: Transparentno društvo, Algoritam, Zagreb, 2008.

## Zanimljivosti
- Sa 16 godina završio je u izbjeglištvu te je svaki razred srednje škole završio u drugoj državi.[5]
- Jedan je od dvojice aktera mostarske udruge Urbani pokret koja je inicirala podizanje spomenika Bruceu Leeju u Mostaru.
- Godine 2010. bio je predsjednik žirija Trash Film Festivala.[5]

## Vanjske poveznice
- Hrvatska znanstvena bibliografija: Nino Raspudić